# Podbukowiec
Podbukowiec – część miasta Piwniczna-Zdrój. Znajduje się na północno-wschodnich stokach bocznego grzbietu, który odgałęzia się od wierzchołka 1097 m w północno-zachodniej grani Wielkiego Rogacza w Paśmie Radziejowej w Beskidzie Sądeckim. Grzbiet Podbukowca opada w południowo-wschodnim kierunku oddzielając dwa lewe dopływy Czercza; potoki Międzybrodzie i Rogacz. Polana Podbukowiec znajduje się na stokach opadających do doliny Rogacza. Jest to duża polana, na której znajduje się kilkadziesiąt zabudowań osiedla Podbukowiec. Oprócz tego w jej bezpośrednim sąsiedztwie jest jeszcze kilka mniejszych polan: Bitne, Czerteż, Fryckowskie. Nazwa Podbukowiec pochodzi od dawnej, już zarośniętej lasem polany Bukowiec, która znajdowała się wyżej, na grzbiecie. W dolinie Czercza znajduje się wiele takich otoczonych lasami polan i osiedli Piwnicznej-Zdroju, na których nadal gospodarzy się. Bogdan Mościcki, autor przewodnika „Beskid Sądecki” nazywa je „żyjącymi górami”.